# Le Fabuleux Destin d'Amélie Poulain
Pour la musique du film, voir Le Fabuleux Destin d'Amélie Poulain (bande originale).
Pour plus de détails, voir Fiche technique et Distribution.
Le Fabuleux Destin d'Amélie Poulain est un film franco-allemand co-écrit et réalisé par Jean-Pierre Jeunet, sorti en 2001.
Il s'agit d'une comédie romantique avec réalisme magique écrite par Jean-Pierre Jeunet et Guillaume Laurant avec Audrey Tautou dans le rôle-titre. Ce film a été directement inspiré d'un fait de la vie de l'écrivain Michel Folco.
Le film est une représentation originale et parfois idéalisée de la vie contemporaine à Paris dans le quartier de Montmartre. Il s'agit d'un des plus gros succès commerciaux mondiaux pour un film français. Le film a été largement salué par la critique, avec des éloges pour la performance d'Audrey Tautou, la cinématographie, la conception de la production, la conception sonore, la bande originale, le montage et le scénario. Le film reçoit de très nombreuses récompenses, ainsi que de multiples nominations dont treize aux Césars et cinq aux Oscars.
En 2002, il obtient quatre César, dont celui du meilleur film et du meilleur réalisateur.

## Synopsis

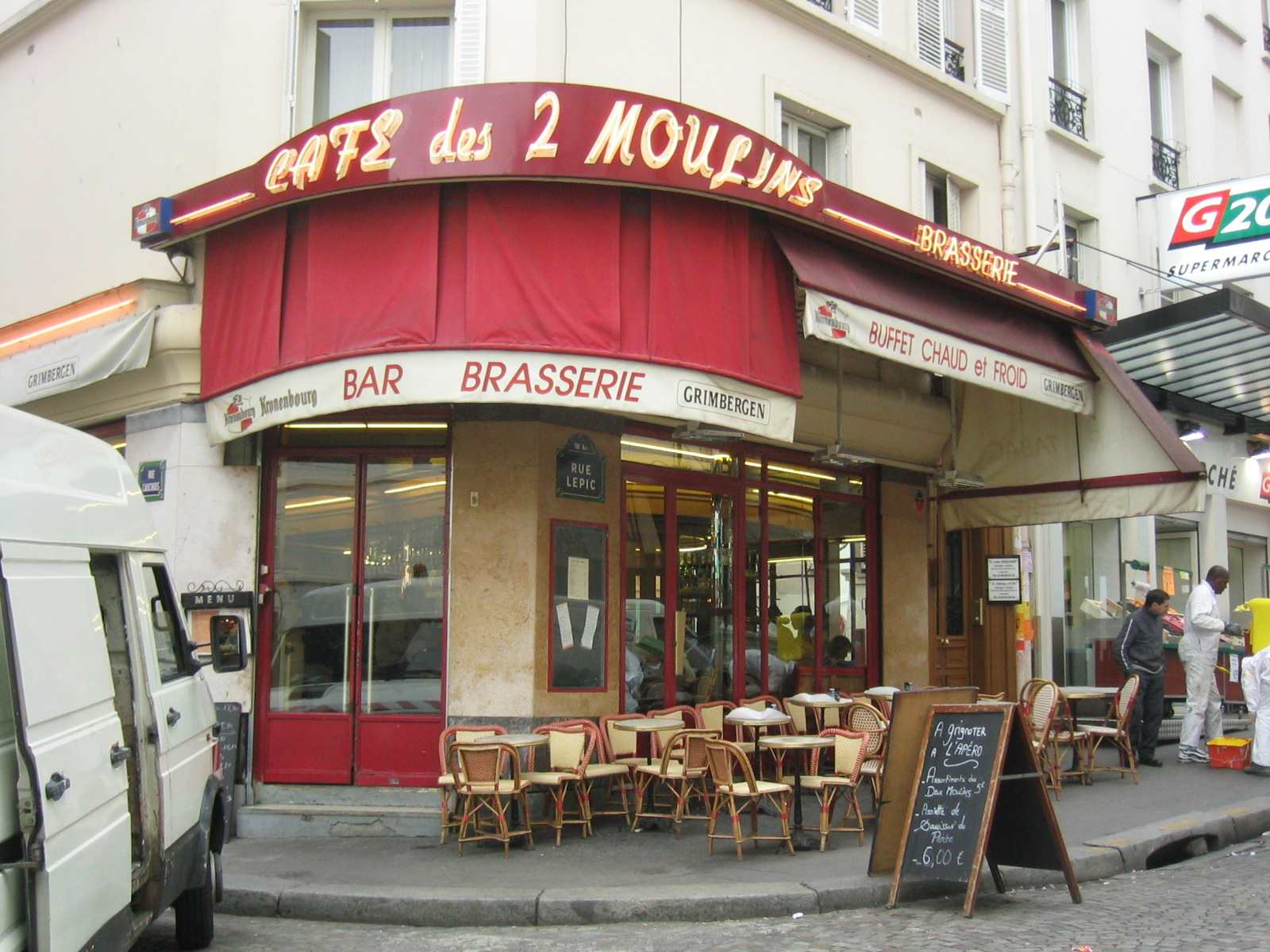
Le café des 2 Moulins à Paris.

Conçue le 3 septembre 1973, à 18 h 28 min 32 s, de la fécondation d'un ovocyte de Mme Amandine Poulain, née Fouet, par un spermatozoïde de M. Raphaël Poulain, Amélie Poulain est une petite fille qui passe son enfance à Enghien-les-Bains.
Elle grandit isolée des autres enfants car son père, docteur taciturne, lui diagnostique à tort une maladie cardiaque : son père ne la touchait jamais en dehors des examens médicaux, d'où l'emballement de son pouls lorsqu'il le mesurait. Sa mère, tout aussi névrosée que son père est inhibé, meurt alors qu'Amélie est encore jeune, heurtée accidentellement par une touriste québécoise qui avait résolu de se suicider en se jetant du haut de la cathédrale Notre-Dame de Paris. Son père se renferme alors davantage et dévoue sa vie à la construction maniaque d'un mausolée consacré à sa défunte épouse. Livrée à elle-même, Amélie développe une imagination étonnamment riche.
Devenue une jeune femme, Amélie est serveuse dans un petit café de Montmartre, le Café des 2 Moulins, tenu par une ancienne artiste de cirque, fréquenté par des employés et des clients hauts en couleur. À 23 ans, Amélie mène une vie simple ; ayant abandonné toute relation sentimentale après des tentatives ratées, elle prend goût à des plaisirs simples comme faire craquer la crème brûlée avec une cuillère, faire des ricochets sur le canal Saint-Martin, mettre sa main dans un sac de grains, essayer de deviner combien de couples parisiens ont un orgasme à chaque instant (« Quinze ! », chuchote-t-elle à la caméra) et laisse libre cours à son imagination.

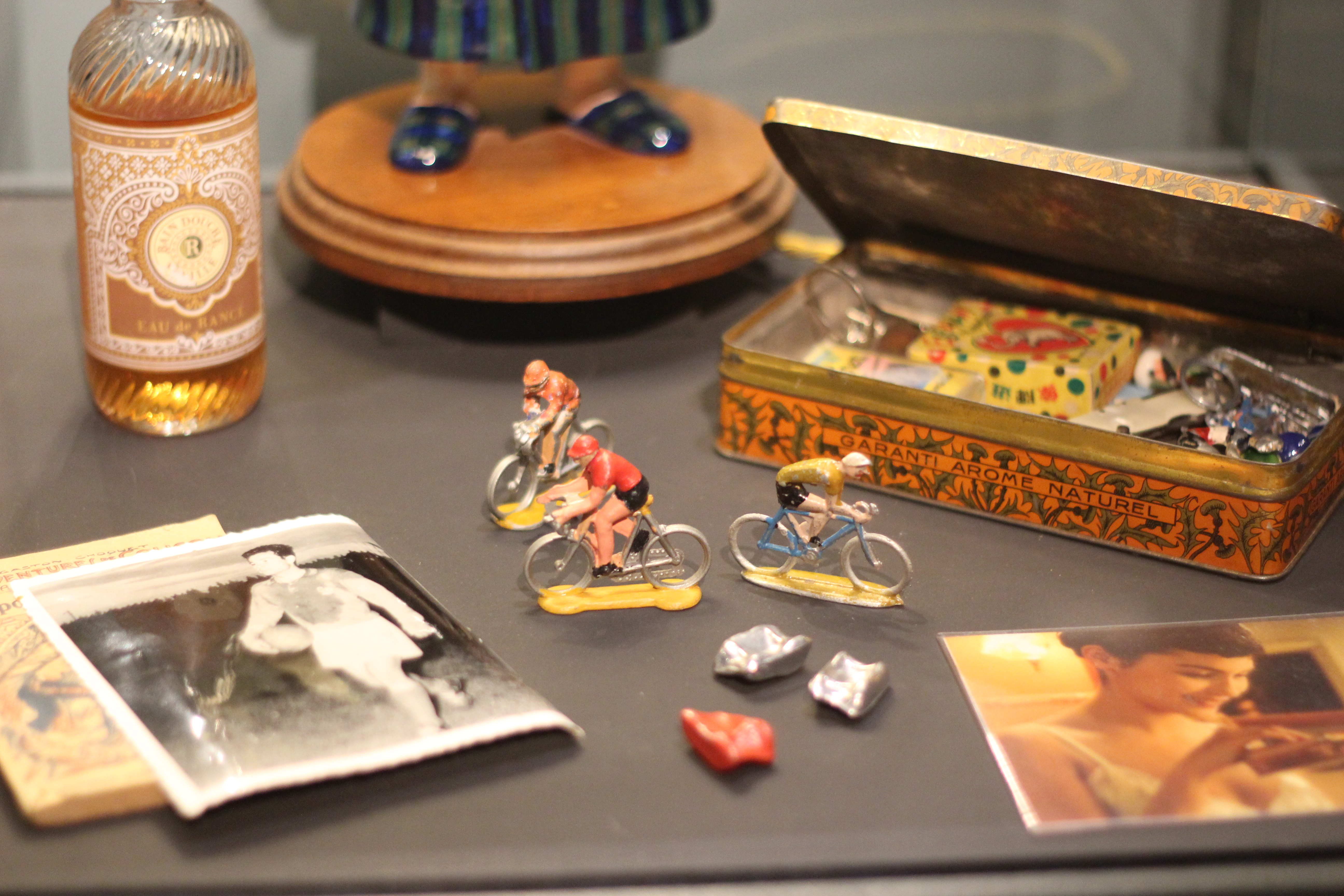
Les souvenirs de Dominique Bretodeau que retrouve Amélie dans son appartement.

Sa vie bascule la nuit de la mort de la princesse Diana, le 31 août 1997. Dans un enchaînement de circonstances suivant le choc de l'annonce, elle découvre derrière une plinthe descellée de sa salle de bain une vieille boîte métallique de bergamotes de Nancy de la confiserie Lefèvre Georges remplie de souvenirs cachés par un garçon qui vivait dans son appartement 40 ans avant elle. Fascinée par sa découverte, elle se met à la recherche de la personne maintenant adulte qui avait placé la boîte afin de la lui rendre, tout en établissant un marché avec elle-même : si elle le retrouve et le rend heureux, elle consacrera sa vie à aider les autres, sinon, tant pis.
Après quelques erreurs et un minutieux travail de détective (aidée par le reclus Raymond Dufayel, un peintre surnommé l'« homme de verre » à cause d'une ostéogenèse imparfaite), elle met la main sur l'identité de l'ancien occupant des lieux, place la boîte dans une cabine téléphonique et fait sonner le téléphone pour attirer cet homme alors qu'il passe à proximité. Lorsqu'il ouvre la boîte, il subit une révélation. Tous ses souvenirs oubliés d'enfance lui reviennent soudain à la mémoire. Elle le suit de loin jusque dans un bar et l'observe sans se découvrir. En voyant les effets positifs sur lui, elle décide de répandre le bien dans la vie des autres. Amélie devient alors une sorte d'entremetteuse secrète ange gardienne. Elle persuade son père de réaliser son rêve de faire le tour du monde (avec l'aide d'un nain de jardin et d'une amie hôtesse de l'air). Elle met également son grain de sel dans la vie des gens qu'elle côtoie au travail, d'ailleurs elle s'arrange pour que deux d'entre eux tombent amoureux : Georgette, l'hypocondriaque, et Joseph, un homme particulièrement jaloux. Elle rédige aussi un faux courrier à l'intention de sa concierge terriblement dépressive depuis la mort de son mari, courrier prétendument écrit par le mari, et qui aurait été égaré il y a quarante ans par la Poste ; tandis qu'elle venge Lucien des vexations continuelles que lui fait subir son patron M. Collignon.
Mais alors qu'elle s'occupe des autres, personne ne s'occupe d'elle. En aidant les autres à obtenir leur bonheur, elle se met face à sa propre vie solitaire, s'identifiant à mère Teresa, et ses relations chaotiques avec Nino Quincampoix, qui était, enfant, le souffre-douleur de ses camarades d'école, et maintenant un jeune employé de sex-shop décalé qui collectionne les photos d'identité jetées sous les cabines Photomaton et dont elle est tombée amoureuse, ne sont pas pour arranger les choses. Bien qu'elle l'intrigue avec diverses méthodes détournées pour le séduire (dont notamment une sorte de chasse au trésor pour récupérer un de ses albums photos perdu), elle reste terriblement timide et se sent systématiquement incapable de l'approcher.
Elle reçoit finalement les conseils de Raymond au travers d’une cassette VHS pré enregistrée qui lui explique que « Voilà, ma petite Amélie. Vous n’avez pas des os de verre, vous pouvez vous cogner à la vie. Si vous laissez passer cette chance, c’est votre cœur qui deviendra aussi sec et cassant que mon squelette. Alors, allez-y, non d’un chien ! »
Amelie comprend que son bonheur est auprès de Nino, sort en courant de son appartement pour aller le rejoindre et se retrouve nez-à-nez avec lui devant sa porte d’entrée. Après une hésitation, elle l’embrasse tendrement. Le jeune couple, timide et rêveur, déambule à vélo les rues de Montmartre.

## Fiche technique
Sauf indication contraire, les informations mentionnées dans cette section peuvent être confirmées par la base de données cinématographiques Unifrance,  présente dans la section « Liens externes ».

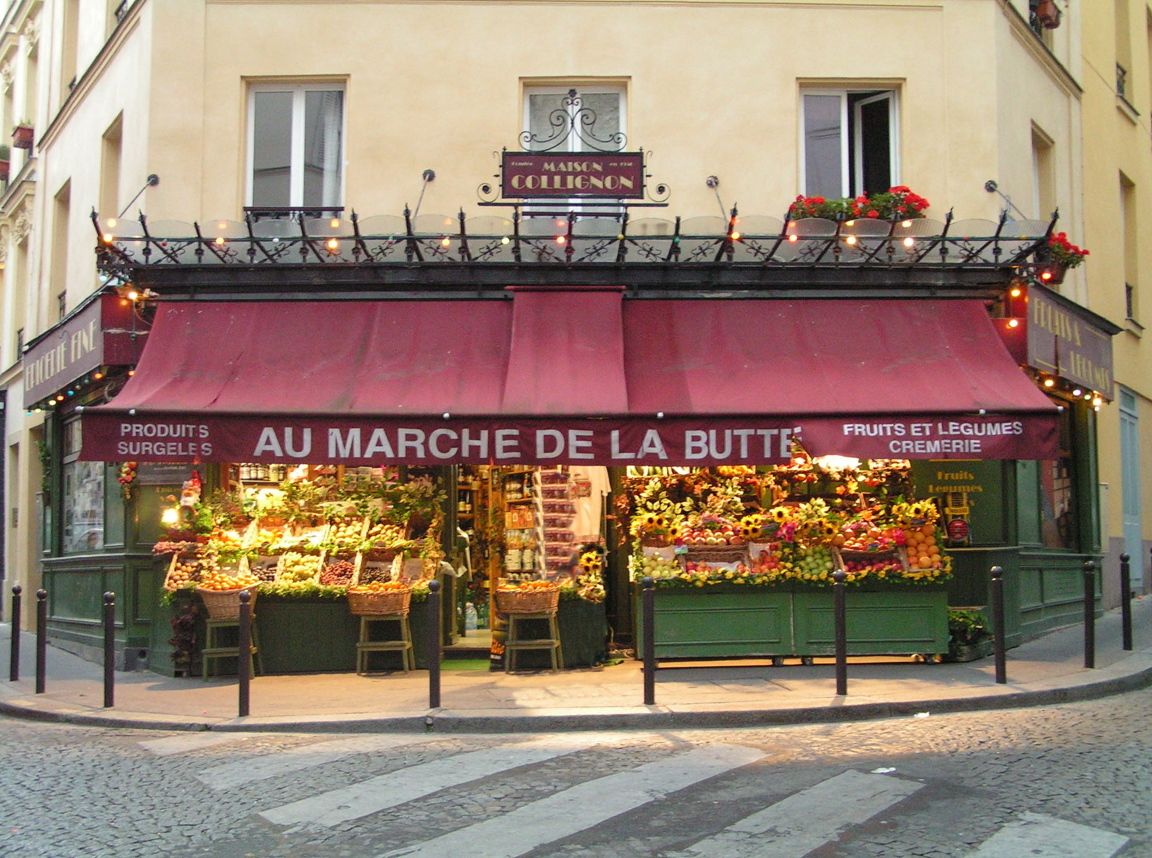
L'épicerie de monsieur Collignon, rue des Trois-Frères, à Paris.

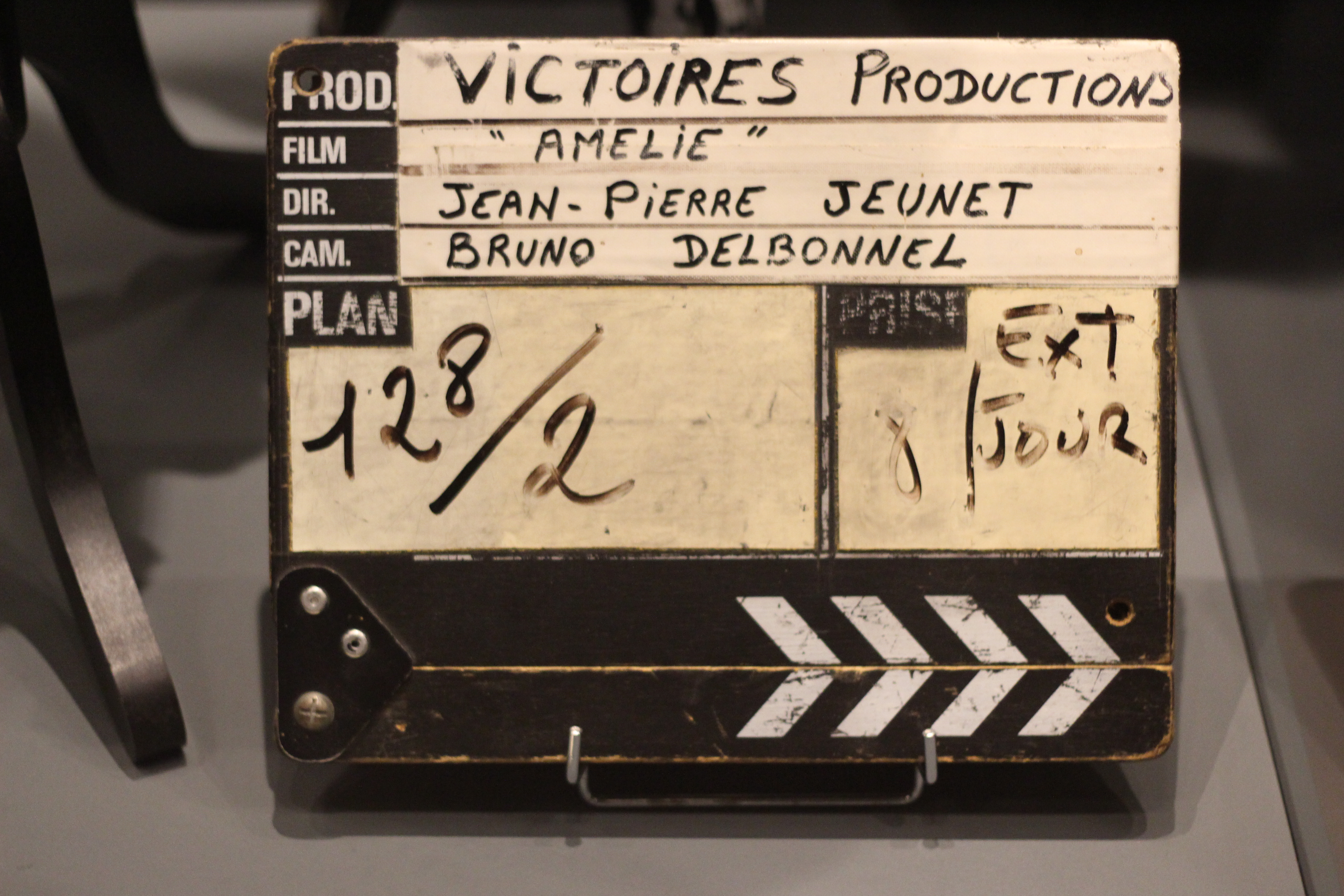
Clap du film.

- Titre original français : Le Fabuleux Destin d'Amélie Poulain
- Titre allemand : Die fabelhafte Welt der Amélie[2],[3]
- Réalisation : Jean-Pierre Jeunet
- Scénario : Jean-Pierre Jeunet et Guillaume Laurant, avec les dialogues de Guillaume Laurant
- Musique : Yann Tiersen
- Direction artistique : Mathieu Junot et Volker Schäfer
- Décors : Aline Bonetto et Marie-Laure Valla
- Costumes : Madeline Fontaine
- Photographie : Bruno Delbonnel
- Son : Jean Umansky, Gérard Hardy, Laurent Kossayan, Vincent Arnardi et Guillaume Leriche
- Montage : Hervé Schneid
- Production : Claudie Ossard et Arne Meerkamp van Embden
  - Coproduction : Bastian Griese et Helmut Breuer
- Sociétés de production[4] :
  - France : Claudie Ossard Productions et UGC, en coproduction avec Victoires Productions, Tapioca Films et France 3 Cinéma, en collaboration avec Sofica Sofinergie 5, avec la participation de Canal+
  - Allemagne : en coproduction avec MMC Independent GmbH, avec le soutien de Filmstiftung Nordrhein-Westfalen
- Sociétés de distribution[5] :
  - France : UGC Fox Distribution
  - Allemagne : Prokino
  - Belgique : Paradiso Entertainment et Les Films de l'Élysée
  - Canada : TVA International et Columbia TriStar Home Entertainment Canada
  - Suisse romande : Filmcoopi
- Budget : 11 710 000 €[6]
- Pays de production :  France,  Allemagne
- Langue originale : français
- Format[7] : couleur (Duboicolor) / noir et blanc - 35 mm - 2,39:1 (Cinémascope) - son DTS | Dolby Digital
- Genre : comédie romantique, fantastique
- Durée : 122 minutes
- Dates de sortie[8] :
  - France, Suisse romande : 25 avril 2001, 25 avril 2001 (reprise en France à l'occasion des Jeux olympiques de Paris)[9]
  - Belgique : 25 avril 2001 (sortie nationale) ; 1er octobre 2021 (Festival international du film francophone de Namur)
  - Allemagne : 16 août 2001(sortie nationale) ; 28 mars 2002 (réédition)
  - Québec : 7 septembre 2001[10]
- Classification[11] :
  - France : tous publics[12]
  - Allemagne : enfants de 6 ans et plus (FSK 6)
  - Belgique : tous publics (KT/EA : Kinderen Toegelaten / Enfants Admis)[13],[14]
  - Québec : tous publics (G - Visa général)[10]
  - Suisse romande : interdit aux moins de 7 ans[15]

## Distribution
- Audrey Tautou : Amélie Poulain
- Mathieu Kassovitz : Nino Quincampoix
- Rufus : Raphaël Poulain, le père d'Amélie
- Serge Merlin : Raymond Dufayel, le peintre
- Jamel Debbouze : Lucien, l’employé de Collignon à l’épicerie
- Isabelle Nanty : Georgette, la préposée à la vente de tabac et de tickets de jeu au bar
- Dominique Pinon : Joseph, l’ex amant de Gina
- Clotilde Mollet : Gina, la serveuse au bar
- Claire Maurier : Suzanne, la patronne au bar
- Artus de Penguern : Hipolito, l’écrivain raté au bar
- Yolande Moreau : Madeleine Wallace, la concierge
- Urbain Cancelier : Collignon, le patron de l’épicerie
- Maurice Bénichou : Dominique Bretodeau
- Lorella Cravotta : Amandine Poulain, la mère d'Amélie
- Michel Robin : le père de Collignon
- Andrée Damant : la mère de Collignon
- Armelle : Philomène, l'hôtesse de l'air et amie d'Amélie
- Claude Perron : Éva, la vendeuse du sex-shop
- André Dussollier : le narrateur
- Jacques Fonlupt : le tromboniste ventripotent
- Flora Guiet : Amélie Poulain, enfant
- Jean Rupert : un client de Collignon
- Jean Darie : l'aveugle
- Ticky Holgado : l'homme sur les photos
- Marc Amyot : l'inconnu des photomatons
- Frankie Pain : la vendeuse du kiosque à journaux
- Fabienne Chaudat : la femme dans le coma
- Patrick Paroux : le souffleur de rue
- Frédéric Mitterrand : voix off à la télévision

## Production

### Tournage
- Dates de tournage : du 2 mars au 7 juillet 2000 à Paris, Arcueil et en studio à Cologne

## Bande originale
La bande originale du film est composée par Yann Tiersen (à l'exception de deux titres, Guilty et Si tu n'étais pas là). La moitié des chansons n'ont pas été composées pour le film mais proviennent de ses albums précédents. L'album rencontre un grand succès, s'écoulant à plus d'un million d'exemplaires.
L'album reçoit plusieurs récompenses, notamment un César de la meilleure bande originale en 2002.

## Accueil

### Accueil critique
Le film a été globalement très bien accueilli par la critique. Il recueille 90 % de critiques positives, avec un score moyen de 8,1/10 et sur la base de 231 critiques collectées, sur le site internet Rotten Tomatoes. En 2008, le magazine Empire l'a classé à la 196e place dans sa liste des 500 meilleurs films de tous les temps. Le personnage d'Amélie a aussi été classé 45e des meilleurs personnages de cinéma de l'histoire par ce même magazine.
En France, la revue de presse d'Allociné, qui se base sur les critiques des principaux journaux et magazines français, attribue au film une note de 4,3/5. Le Journal du dimanche parle d'un « petit bijou » qui met « la tête et le cœur en joie », Le Parisien estime que « le mot chef-d'œuvre reprend tout son sens », Première « en redemande pour le plaisir des yeux, pour rêver qu'on va changer de vie », Positif met en avant « une esthétisation du moindre plan et une composition minutieuse du décor », Le Monde évoque une  qui aurait pu conduire à l'indigestion s'il n'y avait « un vrai mystère, un espace pour l'imagination et le rêve ».
Toutefois, certains critiques comme Serge Kaganski des Inrockuptibles l'ont attaqué pour sa représentation irréaliste et pittoresque de la société française contemporaine dans un univers de carte postale d'une France d'autrefois avec très peu de minorités ethniques — ce qu'il considère être une forme de lepénisme latent,. Alors que Paris est une ville cosmopolite et que Montmartre, où se situe l'action, touche Barbès, quartier métissé (Barbès - Rochechouart), très peu d'immigrés sont visibles dans le film. Si le réalisateur a souhaité créer une vision idyllique d'un Paris parfait, il semble qu'il ait trouvé nécessaire de faire disparaître toute trace de personne de couleur pour y parvenir, a jugé ce critique. L'Humanité, de son côté, évoque « une bluette au style publicitaire » « dans un Montmartre de carte postale ».
D'autres, comme David Martin-Castelnau et Guillaume Bigot, ont estimé que ces critiques étaient injustifiées et qu'il s'agissait plutôt de la « bien-pensance libérale-libertaire » qui ne pouvait que rejeter la vision bienveillante et crédible des « petites gens ». Jean-Pierre Jeunet répondit à ces critiques en rappelant que Jamel Debbouze qui joue le rôle de Lucien est d'origine nord-africaine.

### Classements
Le film est sélectionné par le New York Times dans les 1 000 meilleurs films jamais réalisés.
Le film est considéré parmi les cinquante meilleures comédies romantiques de tous les temps par la revue Rolling Stone.
Il figure également à la 106e place du Top 250 des films de l'Internet Movie Database, classement basé sur les votes du public, avec une note moyenne de 8,2/10[Quand ?].

### Box-office
Avec 23 115 858 entrées, Le Fabuleux Destin d'Amélie Poulain est, au 21 janvier 2013, le 2e plus gros succès international (hors de France) d'un film français en langue française depuis qu'Unifrance collecte les données (1994), derrière Intouchables et ses près de 31 000 000 d'entrées monde (hors France) au 21 janvier 2013 (film toujours en exploitation à travers le monde à cette date). En y ajoutant les 8 636 041 entrées réalisées en France, le film totalise 32 405 858 entrées dans le monde entier, soit le cinquième plus grand succès en nombre d'entrées (France + Monde), d'un film français quelle que soit sa langue de tournage, depuis qu'Unifrance collecte les données (1994) après Intouchables (1er avec plus de 51 millions d'entrées - près de 19,5 millions en France et 31 millions dans le monde en mars 2013 alors que le film était toujours exploité en salles dans certains pays à cette date), Taken 2 (2e avec près de 51 millions d'entrées), Le Cinquième Élément (3e avec plus de 43 millions d'entrées) et Taken (4e avec 33 millions d'entrées). Lorsqu'on exclut les entrées en France, le film Taken 2, suivi du Cinquième Élément et de Taken composent le tiercé de tête d'une production française toutes langues de tournage confondues, alors qu'Intouchables, quatrième, reste le plus grand succès en langue française devant Le Fabuleux Destin d'Amélie Poulain.
Le film a rapporté au box-office 173 921 954 $ dans le monde entier.
Nombre d'entrées (liste non exhaustive ; pays à plus de 100 000 entrées ; par ordre alphabétique des pays)
| Pays             | Entrées            | Source    |
| Mondial          | 32 077 912 entrées | Unifrance |
| Autriche         | 282 000 entrées    | lumiere   |
| Allemagne        | 3 198 000 entrées  | lumiere   |
| Argentine        | 373 853 entrées    | Unifrance |
| Australie        | 763 000 entrées    | Unifrance |
| Belgique         | 617 000 entrées    | lumiere   |
| Brésil           | 331 000 entrées    | Unifrance |
| Canada ( Québec) | 572 000 entrées    | Unifrance |
| Colombie         | 143 000 entrées    | Unifrance |
| Corée du Sud     | 300 000 entrées    | Unifrance |
| Danemark         | 148 660 entrées    | lumiere   |
| Espagne          | 1 747 046 entrées  | lumiere   |
| États-Unis       | 5 931 000 entrées  | lumiere   |
| Finlande         | 206 000 entrées    | lumiere   |
| France           | 8 636 041 entrées  | lumiere   |
| Hongrie          | 171 000 entrées    | lumiere   |
| Inde             | 107 000 entrées    | Unifrance |

| Pays               | Entrées           | Source                                                             |
| Israël             | 177 617 entrées   | Unifrance                                                          |
| Italie             | 1 881 000 entrées | lumiere                                                            |
| Japon              | 1 305 057 entrées | eiren.org (ja)                                                     |
| Mexique            | 253 938 entrées   | Unifrance                                                          |
| Norvège            | 160 000 entrées   | lumiere                                                            |
| Pays-Bas           | 345 000 entrées   | lumiere                                                            |
| Pologne            | 751 000 entrées   | lumiere                                                            |
| Portugal           | 168 000 entrées   | lumiere                                                            |
| République tchèque | 281 000 entrées   | lumiere                                                            |
| Royaume-Uni        | 1 000 107 entrées | lumiere                                                            |
| Roumanie           | 175 000 entrées   | lumiere                                                            |
| Russie             | 227 000 entrées   | Unifrance                                                          |
| Suède              | 351 000 entrées   | lumiere                                                            |
| Suisse             | 677 397 entrées   | « Procinema.ch » (version du 5 novembre 2015 sur Internet Archive) |
| Taïwan             | 107 002 entrées   | Unifrance                                                          |
| Turquie            | 133 519 entrées   | lumière                                                            |

## Distinctions
Entre 2001 et 2010, Le Fabuleux Destin d'Amélie Poulain a été sélectionné 133 fois dans diverses catégories et a remporté 59 récompenses,.

### 2001
| Cérémonie ou récompense                                                                           | Catégorie / Récompense                                             | Nommé(es) / Lauréat(es)                 | Nommé(es) / Lauréat(es) |
| ------------------------------------------------------------------------------------------------- | ------------------------------------------------------------------ | --------------------------------------- | ----------------------- |
| Association des critiques de cinéma de Toronto                                                    | Meilleur film                                                      | Le Fabuleux Destin d'Amélie Poulain     | Nomination              |
| Association des critiques de cinéma de Toronto                                                    | Meilleur réalisateur                                               | Jean-Pierre Jeunet                      | Nomination              |
| Association des critiques de cinéma du sud-est                                                    | Prix SEFCA du meilleur film en langue étrangère                    | Le Fabuleux Destin d'Amélie Poulain     | Lauréat                 |
| Association des critiques de cinéma du sud-est                                                    | Meilleur film (3e place)                                           | Le Fabuleux Destin d'Amélie Poulain     | Nomination              |
| Association des critiques de cinéastes polonais (Association of Polish Filmmakers Critics Awards) | Mention honorable du meilleur film étranger                        | Jean-Pierre Jeunet                      | Lauréat                 |
| Cercle des critiques de cinéma de Kansas City                                                     | Prix KCFCC du meilleur film étranger                               | Le Fabuleux Destin d'Amélie Poulain     | Lauréat                 |
| Communauté du circuit des récompenses (Awards Circuit Community Awards (ACCA))                    | ACCA du meilleur film en langue étrangère                          | Le Fabuleux Destin d'Amélie Poulain     | Lauréat                 |
| Communauté du circuit des récompenses (Awards Circuit Community Awards (ACCA))                    | Meilleure actrice dans un rôle principal                           | Audrey Tautou                           | Nomination              |
| Communauté du circuit des récompenses (Awards Circuit Community Awards (ACCA))                    | Meilleur réalisateur                                               | Jean-Pierre Jeunet                      | Nomination              |
| Communauté du circuit des récompenses (Awards Circuit Community Awards (ACCA))                    | Meilleur scénario original                                         | Jean-Pierre Jeunet et Guillaume Laurant | Nomination              |
| Communauté du circuit des récompenses (Awards Circuit Community Awards (ACCA))                    | Meilleur film                                                      | Claudie Ossard et Jean-Marc Deschamps   | Nomination              |
| Communauté du circuit des récompenses (Awards Circuit Community Awards (ACCA))                    | Meilleure photographie                                             | Bruno Delbonnel                         | Nomination              |
| Communauté du circuit des récompenses (Awards Circuit Community Awards (ACCA))                    | Meilleur montage de film                                           | Hervé Schneid                           | Nomination              |
| Communauté du circuit des récompenses (Awards Circuit Community Awards (ACCA))                    | Meilleure musique originale                                        | Yann Tiersen                            | Nomination              |
| Conseil national d'examen du cinéma                                                               | Prix NBR du Top films étrangers                                    | Le Fabuleux Destin d'Amélie Poulain     | Lauréat                 |
| Festival du court métrage de Canberra (Canberra Short Film Festival)                              | Prix du Public                                                     | Jean-Pierre Jeunet                      | Lauréat                 |
| Festival du film de Cabourg                                                                       | Cygne d'Or du meilleur acteur                                      | Mathieu Kassovitz                       | Lauréat                 |
| Festival du film Nuits noires de Tallinn                                                          | Prix du Public                                                     | Jean-Pierre Jeunet                      | Lauréat                 |
| Festival international du film Cinéfest Sudbury (Cinéfest Sudbury)                                | Prix du Public                                                     | Jean-Pierre Jeunet                      | Lauréat                 |
| Festival international du film d'Édimbourg                                                        | Prix du Public                                                     | Jean-Pierre Jeunet                      | Lauréat                 |
| Festival international du film de Chicago                                                         | Prix du public                                                     | Jean-Pierre Jeunet                      | Lauréat                 |
| Festival international du film de Denver (Denver International Film Festival)                     | Prix du public du meilleur nouveau long métrage de fiction         | Jean-Pierre Jeunet                      | Lauréat                 |
| Festival international du film de Karlovy Vary                                                    | Globe de cristal                                                   | Jean-Pierre Jeunet                      | Lauréat                 |
| Festival international du film de Toronto                                                         | Prix du public                                                     | Jean-Pierre Jeunet                      | Lauréat                 |
| Guilde russe des critiques de cinéma                                                              | Meilleur film étranger                                             | Jean-Pierre Jeunet                      | Nomination              |
| Guilde russe des critiques de cinéma                                                              | Meilleure actrice étrangère                                        | Audrey Tautou                           | Nomination              |
| Prix Bogey (Bogey Awards)                                                                         | Prix Bogey                                                         | Le Fabuleux Destin d'Amélie Poulain     | Lauréat                 |
| Prix du cinéma européen                                                                           | Prix du public du cinéma européen du meilleur réalisateur européen | Jean-Pierre Jeunet                      | Lauréat                 |
| Prix du cinéma européen                                                                           | Prix du cinéma européen du meilleur film                           | Claudie Ossard et Jean-Marc Deschamps   | Lauréat                 |
| Prix du cinéma européen                                                                           | Prix du cinéma européen de la meilleure réalisation                | Jean-Pierre Jeunet                      | Lauréat                 |
| Prix du cinéma européen                                                                           | Prix du cinéma européen du meilleur directeur de la photographie   | Bruno Delbonnel                         | Lauréat                 |
| Prix du cinéma européen                                                                           | Meilleure actrice européenne                                       | Audrey Tautou                           | Nomination              |
| Prix GoldSpirit (GoldSpirit Awards)                                                               | Prix GoldSpirit de la meilleure bande originale de comédie         | Yann Tiersen                            | Lauréat                 |
| Prix GoldSpirit (GoldSpirit Awards)                                                               | Meilleure bande son                                                | Yann Tiersen                            | Nomination              |
| Prix GoldSpirit (GoldSpirit Awards)                                                               | Révélation Compositeur de l'année                                  | Yann Tiersen                            | Nomination              |
| Prix mondiaux de la bande originale                                                               | Prix de la meilleure bande originale de l'année                    | Yann Tiersen                            | Lauréat                 |
| Prix mondiaux de la bande originale                                                               | Compositeur de la bande originale de l'année                       | Yann Tiersen                            | Nomination              |
| Société britannique des cinéastes                                                                 | Meilleure photographie dans un long métrage                        | Bruno Delbonnel                         | Nomination              |
| Société des critiques de cinéma de San Diego                                                      | Prix SDFCS du meilleur film en langue étrangère                    | Le Fabuleux Destin d'Amélie Poulain     | Lauréat                 |

### 2002
| Cérémonie ou récompense                                                                      | Catégorie / Récompense                                                                                         | Nommé(es) / Lauréat(es)                                                                                    | Nommé(es) / Lauréat(es) |
| -------------------------------------------------------------------------------------------- | --- | --- | ----------------------- |
| Académie australienne des arts du cinéma et de la télévision                                 | Meilleur film étranger                                                                                         | Claudie Ossard                                                                                             | Nomination              |
| Association américaine des scénaristes (American Screenwriters Association)                  | Prix de la découverte de l'écriture de scénario (Discover Screenwriting Award)                                 | Guillaume Laurant et Jean-Pierre Jeunet                                                                    | Nomination              |
| Association des critiques de cinéma                                                          | Prix Critics Choice du meilleur film en langue étrangère                                                       | Le Fabuleux Destin d'Amélie Poulain                                                                        | Lauréat                 |
| Association des critiques de cinéma de Chicago                                               | Prix CFCA du meilleur film en langue étrangère                                                                 | Le Fabuleux Destin d'Amélie Poulain                                                                        | Lauréat                 |
| Association des critiques de cinéma de Dallas-Fort Worth                                     | Prix DFWFCA du meilleur film en langue étrangère                                                               | Le Fabuleux Destin d'Amélie Poulain                                                                        | Lauréat                 |
| Association des critiques de cinéma de Dallas-Fort Worth                                     | Meilleur film                                                                                                  | Le Fabuleux Destin d'Amélie Poulain                                                                        | Nomination              |
| Association du cinéma et de la télévision en ligne                                           | Prix OFTA du meilleur film en langue étrangère                                                                 | Le Fabuleux Destin d'Amélie Poulain                                                                        | Lauréat                 |
| Association du cinéma et de la télévision en ligne                                           | Meilleure révélation féminine                                                                                  | Audrey Tautou                                                                                              | Nomination              |
| Association du cinéma et de la télévision en ligne                                           | Meilleur montage de film                                                                                       | Hervé Schneid                                                                                              | Nomination              |
| Association du cinéma et de la télévision en ligne                                           | Séquence des meilleurs titres                                                                                  | Le Fabuleux Destin d'Amélie Poulain                                                                        | Nomination              |
| Association turque des critiques de cinéma (Turkish Film Critics Association (SIYAD) Awards) | Meilleur film étranger 6e place                                                                                | Le Fabuleux Destin d'Amélie Poulain                                                                        | Nomination              |
| Cercle des critiques de cinéma d'Australie                                                   | Prix FCCA du meilleur film en langue étrangère                                                                 | Le Fabuleux Destin d'Amélie Poulain                                                                        | Lauréat                 |
| Cercle des critiques de cinéma de Floride                                                    | Prix FFCC du meilleur film                                                                                     | Le Fabuleux Destin d'Amélie Poulain                                                                        | Lauréat                 |
| Cercle des critiques de cinéma de Floride                                                    | Prix FFCC du meilleur film en langue étrangère                                                                 | Le Fabuleux Destin d'Amélie Poulain                                                                        | Lauréat                 |
| Cercle des critiques de cinéma de Londres                                                    | Prix ALFS du film en langue étrangère de l'année                                                               | Le Fabuleux Destin d'Amélie Poulain                                                                        | Lauréat                 |
| Cercle des critiques de cinéma de Vancouver                                                  | Meilleure actrice                                                                                              | Audrey Tautou                                                                                              | Nomination              |
| Cercle des écrivains de cinéma, Espagne (Cinema Writers Circle Awards, Spain)                | Meilleur film étranger                                                                                         | Le Fabuleux Destin d'Amélie Poulain                                                                        | Nomination              |
| César                                                                                        | César de la meilleure réalisation                                                                              | Jean-Pierre Jeunet                                                                                         | Lauréat                 |
| César                                                                                        | César du meilleur film                                                                                         | Jean-Pierre Jeunet                                                                                         | Lauréat                 |
| César                                                                                        | César de la meilleure musique écrite pour un film                                                              | Yann Tiersen                                                                                               | Lauréat                 |
| César                                                                                        | César des meilleurs décors                                                                                     | Aline Bonetto                                                                                              | Lauréat                 |
| César                                                                                        | Meilleure actrice                                                                                              | Audrey Tautou                                                                                              | Nomination              |
| César                                                                                        | Meilleur acteur dans un second rôle                                                                            | Jamel Debbouze                                                                                             | Nomination              |
| César                                                                                        | Meilleur acteur dans un second rôle                                                                            | Rufus | Nomination              |
| César                                                                                        | Meilleure actrice dans un second rôle                                                                          | Isabelle Nanty                                                                                             | Nomination              |
| César                                                                                        | Meilleur scénario, original ou adaptation                                                                      | Jean-Pierre Jeunet et Guillaume Laurant                                                                    | Nomination              |
| César                                                                                        | Meilleure photographie                                                                                         | Bruno Delbonnel                                                                                            | Nomination              |
| César                                                                                        | Meilleur son                                                                                                   | Vincent Arnardi, Gérard Hardy et Jean Umansky                                                              | Nomination              |
| César                                                                                        | Meilleur montage                                                                                               | Hervé Schneid                                                                                              | Nomination              |
| César                                                                                        | Meilleurs costumes                                                                                             | Madeline Fontaine                                                                                          | Nomination              |
| Écran d'or                                                                                   | Écran d'or des films ayant totalisé 3 millions d'entrées en 18 mois                                            | Le Fabuleux Destin d'Amélie Poulain                                                                        | Lauréat                 |
| Éditeurs de cinéma américain                                                                 | Meilleur montage d'un film comique ou musical                                                                  | Hervé Schneid                                                                                              | Nomination              |
| Éditeurs de sons de films                                                                    | Prix Bobine d'Or du meilleur montage sonore dans un film étranger                                              | Gérard Hardy, Laurent Kossayan, Alexandre Widmer, Marilena Cavola, Igor Thomas-Gerard et Guillaume Leriche | Lauréat                 |
| Éditeurs de sons de films                                                                    | Prix Bobine d'Or du meilleur montage sonore dans un long métrage étranger                                      | Vincent Arnardi et Jean Umansky                                                                            | Lauréat                 |
| Esprit du film indépendant                                                                   | Prix de l'esprit du meilleur film étranger                                                                     | Jean-Pierre Jeunet                                                                                         | Lauréat                 |
| Festival international du film norvégien de Haugesund                                        | Motte d'argent du meilleur film étranger de l'année                                                            | Jean-Pierre Jeunet                                                                                         | Lauréat                 |
| Golden Globes                                                                                | Meilleur film en langue étrangère                                                                              | Le Fabuleux Destin d'Amélie Poulain                                                                        | Nomination              |
| Guilde des cinémas d'art et d'essai allemands (Guild of German Art House Cinemas)            | Prix Or de la guilde du film du meilleur film en langue étrangère                                              | Jean-Pierre Jeunet                                                                                         | Lauréat                 |
| Guilde des directeurs artistiques                                                            | Prix d'excellence dans la conception de la production et la direction artistique du meilleur film contemporain | Aline Bonetto et Volker Schäfer                                                                            | Lauréat                 |
| Lions tchèques                                                                               | Lion tchèque du meilleur film en langue étrangère                                                              | Jean-Pierre Jeunet                                                                                         | Lauréat                 |
| Lumières de la presse étrangère                                                              | Lumière du meilleur film                                                                                       | Jean-Pierre Jeunet                                                                                         | Lauréat                 |
| Lumières de la presse étrangère                                                              | Lumière de la meilleure actrice                                                                                | Audrey Tautou                                                                                              | Lauréat                 |
| Lumières de la presse étrangère                                                              | Lumière du meilleur scénario                                                                                   | Guillaume Laurant et Jean-Pierre Jeunet                                                                    | Lauréat                 |
| Oscars                                                                                       | Meilleur film en langue étrangère                                                                              | Le Fabuleux Destin d'Amélie Poulain                                                                        | Nomination              |
| Oscars                                                                                       | Meilleur scénario original                                                                                     | Guillaume Laurant et Jean-Pierre Jeunet                                                                    | Nomination              |
| Oscars                                                                                       | Meilleure direction artistique                                                                                 | Aline Bonetto et Marie-Laure Valla                                                                         | Nomination              |
| Oscars                                                                                       | Meilleure photographie                                                                                         | Bruno Delbonnel                                                                                            | Nomination              |
| Oscars                                                                                       | Meilleur son                                                                                                   | Vincent Arnardi, Guillaume Leriche et Jean Umansky                                                         | Nomination              |
| Prix Amanda                                                                                  | Prix Amanda du meilleur long métrage étranger                                                                  | Jean-Pierre Jeunet                                                                                         | Lauréat                 |
| Prix Chlotrudis                                                                              | Prix du public du meilleur film                                                                                | Le Fabuleux Destin d'Amélie Poulain                                                                        | Lauréat                 |
| Prix Chlotrudis                                                                              | Meilleure photographie                                                                                         | Bruno Delbonnel                                                                                            | Nomination              |
| Prix Chlotrudis                                                                              | Meilleur film                                                                                                  | Le Fabuleux Destin d'Amélie Poulain                                                                        | Nomination              |
| Prix d'Or de la bande-annonce                                                                | Prix d'Or de la meilleure bande-annonce étrangère                                                              | Le Fabuleux Destin d'Amélie Poulain                                                                        | Lauréat                 |
| Prix d'Or de la bande-annonce                                                                | Meilleure voix off                                                                                             | Le Fabuleux Destin d'Amélie Poulain                                                                        | Nomination              |
| Prix d'Or de la bande-annonce                                                                | Meilleure bande-annonce d'un film romantique                                                                   | Le Fabuleux Destin d'Amélie Poulain                                                                        | Nomination              |
| Prix David di Donatello                                                                      | David di Donatello du meilleur film étranger                                                                   | Jean-Pierre Jeunet                                                                                         | Nomination              |
| Prix de la comédie britannique                                                               | Meilleur film de comédie                                                                                       | Le Fabuleux Destin d'Amélie Poulain                                                                        | Nomination              |
| Prix de doublage allemand (German Dubbing Awards)                                            | Prix du doublage allemand de la meilleure réalisation Pour la version doublée en allemand                      | Le Fabuleux Destin d'Amélie Poulain                                                                        | Lauréat                 |
| Prix Empire                                                                                  | Meilleure actrice                                                                                              | Audrey Tautou                                                                                              | Nomination              |
| Prix Empire                                                                                  | Prix de l'esprit indépendant                                                                                   | Jean-Pierre Jeunet                                                                                         | Nomination              |
| Prix des jeunes artistes                                                                     | Meilleur long métrage familial international                                                                   | Le Fabuleux Destin d'Amélie Poulain                                                                        | Nomination              |
| Prix Goya                                                                                    | Prix Goya du meilleur film européen                                                                            | Jean-Pierre Jeunet                                                                                         | Lauréat                 |
| Prix Guldbagge                                                                               | Prix Guldbagge du meilleur film étranger                                                                       | Le Fabuleux Destin d'Amélie Poulain                                                                        | Lauréat                 |
| Prix Sant Jordi du cinéma                                                                    | Meilleure actrice dans un film étranger                                                                        | Audrey Tautou                                                                                              | Lauréat                 |
| Prix Satellites                                                                              | Meilleure actrice dans un film musical ou une comédie                                                          | Audrey Tautou                                                                                              | Nomination              |
| Prix Satellites                                                                              | Meilleur film en langue étrangère                                                                              | Le Fabuleux Destin d'Amélie Poulain                                                                        | Nomination              |
| Prix Satellites                                                                              | Meilleur montage                                                                                               | Hervé Schneid                                                                                              | Nomination              |
| Récompenses des arts du cinéma et de la télévision de la British Academy                     | British Academy Film Award du meilleur scénario original                                                       | Guillaume Laurant et Jean-Pierre Jeunet                                                                    | Lauréat                 |
| Récompenses des arts du cinéma et de la télévision de la British Academy                     | British Academy Film Award des meilleurs décors                                                                | Aline Bonetto                                                                                              | Lauréat                 |
| Récompenses des arts du cinéma et de la télévision de la British Academy                     | Meilleur film                                                                                                  | Claudie Ossard                                                                                             | Nomination              |
| Récompenses des arts du cinéma et de la télévision de la British Academy                     | Meilleure actrice                                                                                              | Audrey Tautou                                                                                              | Nomination              |
| Récompenses des arts du cinéma et de la télévision de la British Academy                     | Meilleur film en langue étrangère                                                                              | Claudie Ossard et Jean-Pierre Jeunet                                                                       | Nomination              |
| Récompenses des arts du cinéma et de la télévision de la British Academy                     | Meilleure photographie                                                                                         | Bruno Delbonnel                                                                                            | Nomination              |
| Récompenses des arts du cinéma et de la télévision de la British Academy                     | Meilleur montage                                                                                               | Hervé Schneid                                                                                              | Nomination              |
| Récompenses des arts du cinéma et de la télévision de la British Academy                     | Meilleure musique de film (Prix Anthony Asquith)                                                               | Yann Tiersen                                                                                               | Nomination              |
| Récompenses des arts du cinéma et de la télévision de la British Academy                     | Meilleure réalisation (Prix David Lean)                                                                        | Jean-Pierre Jeunet                                                                                         | Nomination              |
| Société américaine des cinéastes                                                             | Meilleure réalisation cinématographique                                                                        | Bruno Delbonnel                                                                                            | Nomination              |
| Société des critiques de cinéma de Phoenix                                                   | Prix PFCS du meilleur film en langue étrangère                                                                 | Le Fabuleux Destin d'Amélie Poulain                                                                        | Lauréat                 |
| Société des critiques de cinéma de Phoenix                                                   | Meilleur film                                                                                                  | Le Fabuleux Destin d'Amélie Poulain                                                                        | Nomination              |
| Société des critiques de cinéma de Phoenix                                                   | Meilleure actrice                                                                                              | Audrey Tautou                                                                                              | Nomination              |
| Société des critiques de cinéma de Phoenix                                                   | Meilleure photographie                                                                                         | Bruno Delbonnel                                                                                            | Nomination              |
| Société des critiques de cinéma de Phoenix                                                   | Meilleure musique originale                                                                                    | Yann Tiersen                                                                                               | Nomination              |
| Société des critiques de cinéma de Phoenix                                                   | Meilleure révélation                                                                                           | Audrey Tautou                                                                                              | Nomination              |
| Société des critiques de films en ligne                                                      | Prix OFCS du meilleur film en langue étrangère                                                                 | Le Fabuleux Destin d'Amélie Poulain                                                                        | Lauréat                 |
| Société des critiques de films en ligne                                                      | Meilleure révélation                                                                                           | Audrey Tautou                                                                                              | Nomination              |
| Syndicat français de la critique de cinéma et des films de télévision                        | Prix de la critique du meilleur film                                                                           | Jean-Pierre Jeunet                                                                                         | Lauréat                 |

### 2003
| Cérémonie ou récompense                                                                     | Catégorie / Récompense                                                                                                 | Nommé(es) / Lauréat(es) | Nommé(es) / Lauréat(es) |
| ------------------------------------------------------------------------------------------- | --- | ----------------------- | ----------------------- |
| Association argentine des critiques de cinéma (Argentinean Film Critics Association Awards) | Meilleur film étranger                                                                                                 | Jean-Pierre Jeunet      | Nomination              |
| Grand prix du cinéma brésilien                                                              | Meilleur film en langue étrangère                                                                                      | Jean-Pierre Jeunet      | Nomination              |
| Prix Aigle d'Or (Golden Eagle Awards)                                                       | Aigle d'Or du meilleur film étranger                                                                                   | Jean-Pierre Jeunet      | Lauréat                 |
| Prix exclusifs DVD (DVD Exclusive Awards)                                                   | Meilleur documentaire rétrospectif original, nouvelle version (pour le film à la maison : dans les coulisses d'Amélie) | Jean-Pierre Jeunet      | Nomination              |
| Prix exclusifs DVD (DVD Exclusive Awards)                                                   | Meilleur design de menu                                                                                                | -                       | Nomination              |
| Prix Guaraní (Prêmio Guarani)                                                               | Meilleur film en langue étrangère                                                                                      | Jean-Pierre Jeunet      | Nomination              |
| Roberts - Prix du cinéma danois                                                             | Robert du meilleur film non américain                                                                                  | Jean-Pierre Jeunet      | Lauréat                 |

### 2010
| Cérémonie ou récompense | Catégorie / Récompense           | Nommé(es) / Lauréat(es)                 | Nommé(es) / Lauréat(es) |
| ----------------------- | -------------------------------- | --------------------------------------- | ----------------------- |
| Prix du Derby Or        | scénario original de la décennie | Guillaume Laurant et Jean-Pierre Jeunet | Nomination              |

## Autour du film
- Jean-Pierre Jeunet raconte dans les commentaires DVD que l'idée de l'album photo (des photos d'identités jetées) lui vient de l'auteur français Michel Folco qui avait tenu un tel album[31]. Le droit à la propriété intellectuelle en France a empêché Jeunet d'utiliser ledit album, ce qui l'a contraint à embaucher des figurants (et des personnes du tournage) pour être pris dans ces clichés[source secondaire souhaitée].
- Le personnage d'Amélie Poulain est librement inspiré du personnage principal du court-métrage Lucille et le Photomaton (1993) de Sébastien Nuzzo qui partage la même intrigue autour des photomatons. Jean-Pierre Jeunet s'est aussi inspiré du court-métrage Agathe tricote (1998) de Catherine Lecoq pour l'intrigue du nain de jardin globe-trotteur[source secondaire souhaitée].
- Jean-Pierre Jeunet avait à l'origine écrit le rôle d'Amélie pour l'actrice britannique Emily Watson[32], dont il avait adoré l'interprétation dans Breaking the Waves[33] ; dans le script original, le père d'Amélie est un Britannique vivant à Londres. Cependant, le français d'Emily Watson se révéla insuffisant pour le film et à cause d'un emploi du temps incompatible avec le tournage de Gosford Park, Jeunet réécrivit le script pour une actrice française.
- C'est en voyant l'affiche de Vénus Beauté (Institut) que Jeunet eut envie de faire faire des essais à Audrey Tautou pour le rôle d'Amélie[33]. Jeunet assure avoir été convaincu « au bout de trois secondes »[33], tout en précisant : « j'adore ça quand, pendant le casting, on ressent ce frisson de l'évidence »[33]. « J’ai alors commencé le casting en France. Emily est devenue Amélie. Vanessa Paradis a refusé le rôle. Puis, un jour, je suis passé devant l’affiche de Vénus Beauté (Institut). J’ai découvert Audrey Tautou avec ses grands yeux sombres, un éclat d’innocence. C’était une évidence »[34].
- Au départ, Jean-Pierre Jeunet avait pensé au comédien Jacques Thébault, jadis voix française de Steve McQueen, pour faire le narrateur. Mais le timbre de ce dernier ayant trop vieilli avec les années, Jeunet porte finalement son choix sur André Dussollier.
- Le film ne fut pas sélectionné au Festival de Cannes. L'absence d'Amélie Poulain souleva une controverse à cause de l'accueil enthousiaste du public et des médias français en comparaison. Un précédent film de Jean-Pierre Jeunet, La Cité des enfants perdus, avait reçu un accueil plutôt mauvais à Cannes[35]. Gilles Jacob, le président du festival jugea le film « inintéressant »[36], bien qu'il n'eût vu qu'une version incomplète, notamment sans musique d'accompagnement.
- Un autre film avec Audrey Tautou, Le Battement d'ailes du papillon de Laurent Firode, sorti l'année précédente, s'est vendu en Corée et en Russie sous le titre de Amélie 2. Le film n'ayant aucun rapport avec l'original, il s'agissait d'une simple stratégie marketing de la part des distributeurs locaux.
- Devant la façade de la gare du Nord, le narrateur André Dussollier dit « Amélie arrive au photomaton de la gare de l’Est ». Le mot « NORD » sur la façade a été remplacé numériquement par le mot « EST ».
- La mort accidentelle d'Amandine Poulain, mère d'Amélie, s'inspire d'un fait divers réel, mais où les rôles sont inversés. En effet, c'est une touriste canadienne qui a été tuée par une désespérée française dans des conditions similaires en 1983[37].
- Le 14 janvier 2023, Jean-Pierre Jeunet poste, sur sa chaine YouTube, le court-métrage « La véritable histoire d'Amélie Poulain ». Le film démontre qu'Amélie Poulain est un agent du KGB[source secondaire souhaitée].
- Les chaises du Café des 2 Moulins ont régulièrement été volées à la suite de la sortie du film[38].

### Extraits vidéo et citations artistiques utilisés dans le film
Cette section ne s'appuie pas, ou pas assez, sur des sources secondaires ou tertiaires indépendantes du sujet. Le texte peut contenir des analyses inexactes ou inédites de sources primaires.
Pour l'améliorer, ajoutez-en, ou placez des modèles {{Source secondaire souhaitée}} ou {{Source secondaire nécessaire}} sur les passages mal sourcés. (février 2025)
Extraits vidéo

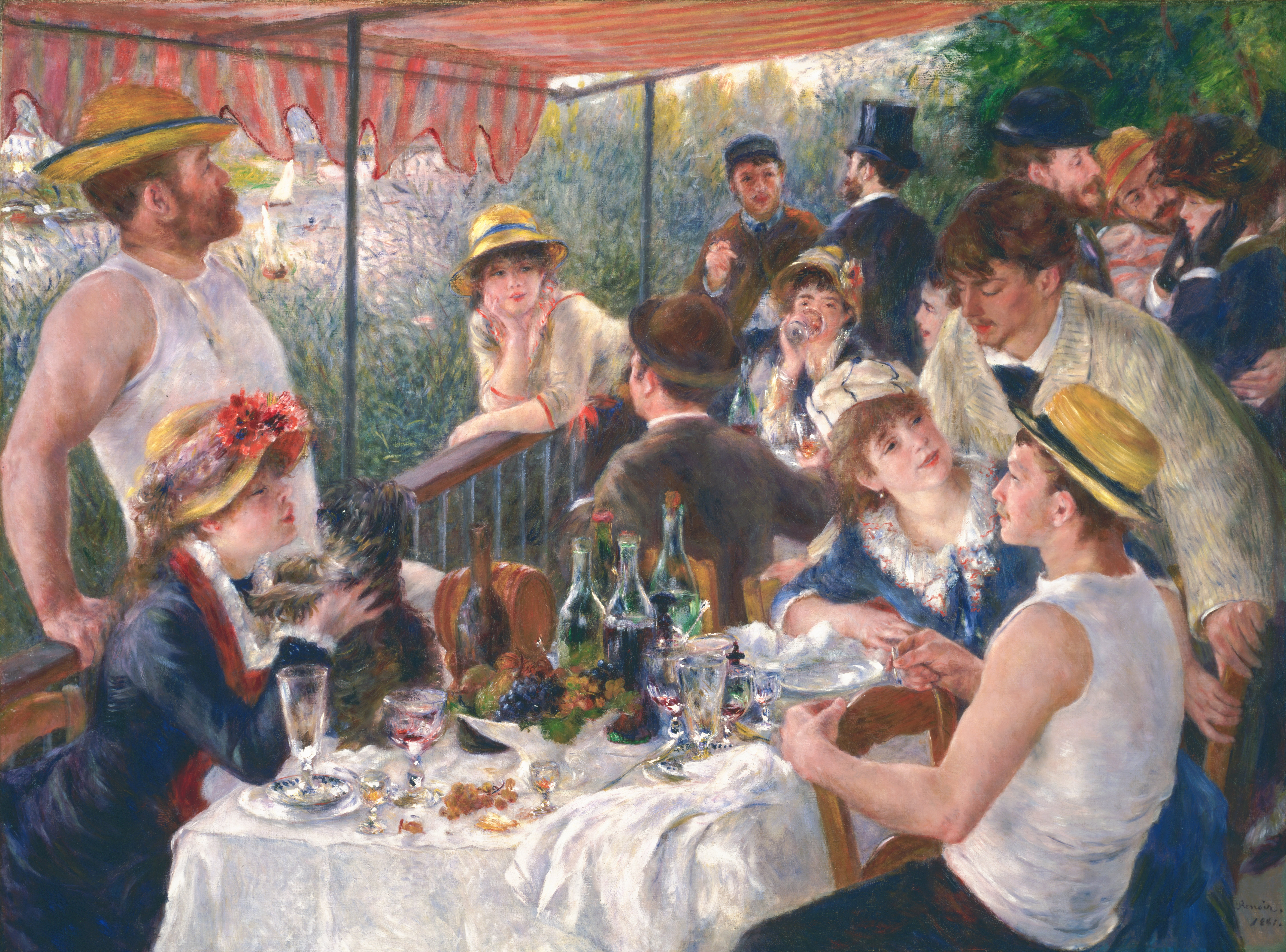
Le Déjeuner des canotiers d'Auguste Renoir.

- Une représentation télévisée de la chanteuse de gospel à la guitare sœur Rosetta Tharpe interprétant Up Above My Head.
- Un extrait des images du Critérium international de la route de 1997 où l'on voit un cheval courant au milieu du peloton.
- Un extrait méconnu d'un spectacle, où l'on voit un homme danser avec son chien.
- Un extrait du documentaire Born for Hard Luck de Tom Davenport, montrant Peg Leg Sam avec une jambe de bois.
- Un extrait du documentaire de 1998 Seventeen Seconds to Sophie (Dix-sept secondes pour Sophie) de Bill Cote.
- Les images des funérailles d'Amélie Poulain, bienfaitrice des pauvres, sont en fait des images de l'enterrement de Sarah Bernhardt, dont on reconnait la tombe au Père-Lachaise.
- Trois extraits du film Jules et Jim de François Truffaut :
  - Jules, Jim et Catherine courant sur un pont.
  - La scène du baiser pendant laquelle se trouve un insecte, apparemment non remarqué des créateurs du film, rampant le long de l'écran derrière les deux amoureux et semblant entrer dans la bouche de la femme. Ce passage est détaillé par la voix off et un cercle met en évidence l'insecte durant son déplacement.
  - Un bref extrait de Catherine (Jeanne Moreau) chantant sa chanson Le Tourbillon de la vie
- Un extrait d'un flash spécial présenté par Benoît Duquesne sur France 2 et qui annonce la mort de la princesse Diana[39].

Citations artistiques
- Le tableau que peint Dufayel est Le Déjeuner des canotiers d'Auguste Renoir ;
- Le père de l'épicier Romain Colignon poinçonne les lauriers de sa femme la nuit dans le jardin et dit qu'il préfèrerait poinçonner les lilas, en référence à la chanson Le Poinçonneur des Lilas de Serge Gainsbourg.
- La référence aux « jours d’orange », leitmotiv des lettres d’amour d’Adrien, mari de la concierge d’Amélie Poulain, est tirée du poème militant anti-fasciste écrit par Louis Aragon, Un jour viendra, chanté par Jean Ferrat dans son disque Un jour, un jour : Jean Ferrat chante Aragon.

### Titre en langues étrangères
Dans les autres langues, le film prend les titres suivants :
- Allemand : Die fabelhafte Welt der Amélie (« Le Fabuleux Monde d'Amélie »)
- Anglais : Amélie/Amélie from Montmartre (« Amélie de Montmartre »)
- Arabe : اميلي (Āmīlī)
- Bulgare : Невероятната съдба на Амели Пулен (Neveroyatnata sădba na Ameli Pulen)
- Chinois : 天使爱美丽 (Tiānshǐ Àiměilì : « L'Ange Amélie » (« amour-beau-beau » avec les caractères utilisés))
- Catalan : Amélie
- Coréen : 아멜리에 (Amélié)
- Croate : Amelie
- Espagnol : Amélie
- Espéranto : La Fabela Destino de Amélie Poulain
- Finnois : Amélie
- Gallois : Tynghedfen Anhygoel Amélie Poulain
- Grec : Αμελί (Amelí)
- Hébreu : אמלי (Amily)
- Hongrois : Amélie csodálatos élete (« La Vie fabuleuse d'Amélie »)
- Islandais : Hin stórkostlegu örlög Amélie Poulain
- Italien : Il favoloso mondo di Amélie (« Le Fabuleux Monde d'Amélie »)
- Japonais : アメリ (Ameri)
- Lituanien : Amelija iš Monmartro (« Amélie de Montmartre »)
- Norvégien : Amelie fra Montmartre
- Persan : آملی (ʾĀmīlī)(سرنوشت شگفت انگیز آملی پولن)
- Polonais : Amelia
- Portugais : O Fabuloso Destino de Amélie
- Portugais brésilien : O Fabuloso Destino de Amélie Poulain
- Roumain : Amelie
- Russe : Амели (Ameli)
- Slovène : Nenavadna usoda Amélie Poulain
- Suédois : Amelie från Montmartre[41]
- Tchèque : Amélie z Montmartru (« Amélie de Montmartre »)
- Turc : Amélie
- Ukrainien : Амелі (Ameli)

## Influences et postérité

### Publicité
Au Québec, en 2002 - 2003, les restaurants McDonald's ont utilisé, pour accroître la vente de leurs nouvelles languettes de poulet, le slogan : « Le délicieux festin d'Émilie Poulet » sur des panneaux publicitaires. Les ayants droit du film ont réclamé 200 000 $ de dommages et intérêts pour cette allusion non autorisée au titre du film.
Une série de spots télévisés pour Groupama (compagnie d'assurances et services financiers) met en scène une jeune femme brune prénommée Cerise. Le style de ces publicités (réalisées par Sébastien Drhey) est une référence visiblement au film.
En 2009, les publicités télévisées de l'Agence nationale des services à la personne, imaginées par Fred & Farid, utilisent également un ton rappelant le film.

### Autres

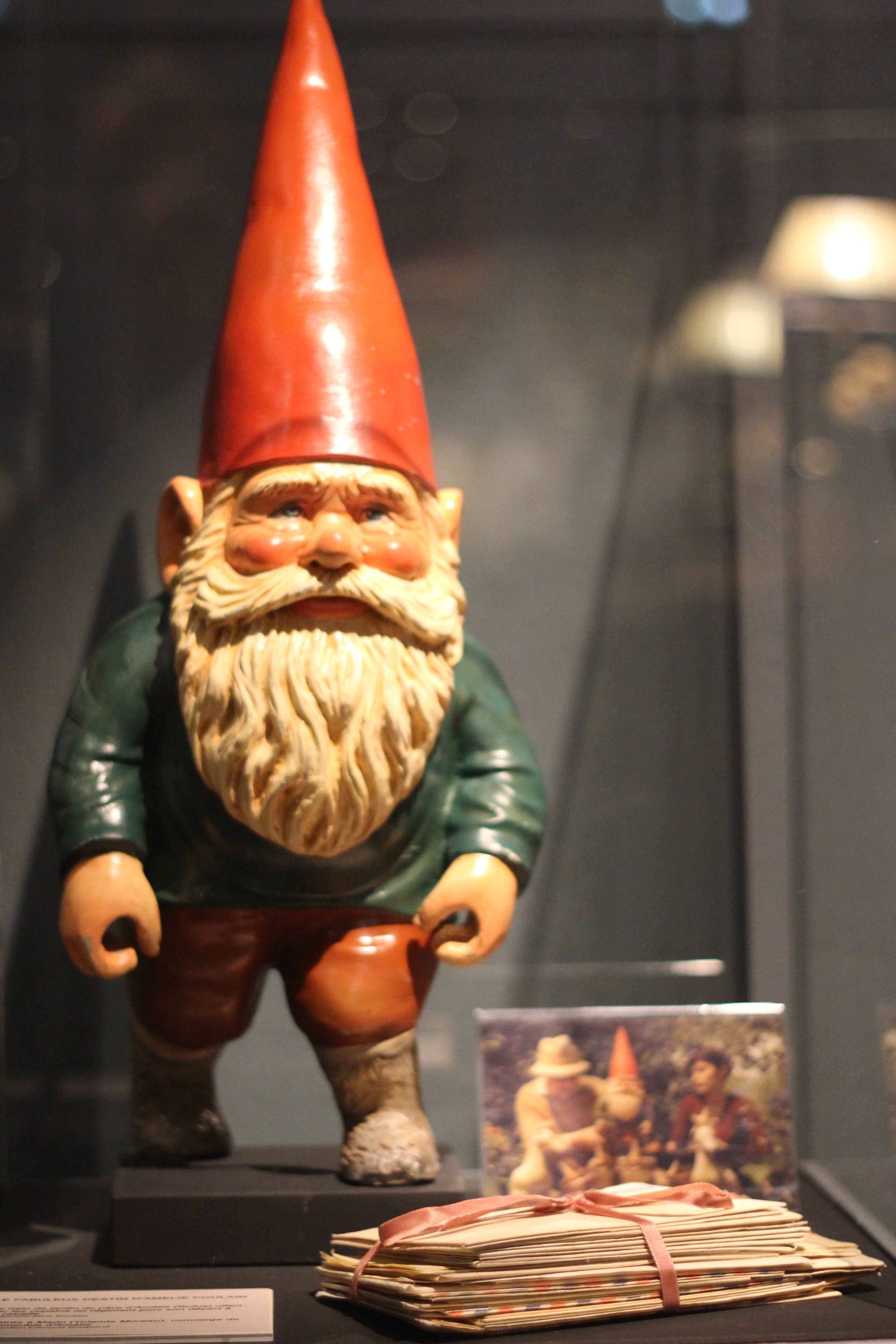
Le nain de jardin voyageur du film.

Dans le roman Monsieur Quincampoix de Fred Bocquet (2006), le narrateur est un bouledogue français que sa maîtresse a appelé Quincampoix à cause du film. Il a une écuelle à son nom décorée de flèches bleues, allusion à une réplique du film, lorsque Amélie Poulain dit au téléphone à Nino Quincampoix : « Suivez les flèches bleues, Monsieur Quincampoix ».
En 2007, le groupe français Les Fatals Picards a composé une chanson intitulée Moi je vis chez Amélie Poulain dans son album Pamplemousse mécanique, chanson parodiant avec humour le monde trop parfait et trop gentil (donc ennuyeux) du film. Ils évoquent néanmoins la controverse concernant l'absence des « minorités » dans le film : « Enfin marron, façon de parler parce que si on fait un peu attention / On voit bien que les couleurs foncées, y en a pas des masses dans les environs ».[source secondaire souhaitée]
En 2007, à la télévision aux États-Unis, Bryan Fuller s'inspire de ce film, qui est son préféré, pour écrire la série Pushing Daisies ; le président de la chaîne ABC, Stephen McPherson, qui avait également beaucoup aimé le film, cherchait justement un contenu qui en reprendrait l'esprit.
En 2007, deux chercheurs ayant découvert en Équateur une nouvelle espèce de grenouilles qu'ils placent dans le genre Cochranella, la baptisent Cochranella amelie en l'honneur d'« Amélie, la protagoniste de l'extraordinaire film Le Fabuleux Destin d'Amélie Poulain, un film dans lequel les petits détails jouent un rôle important pour parvenir à la joie de vivre, comme le rôle important que les grenouilles Centrolenidae et tous les amphibiens et reptiles jouent dans la santé de notre planète », d'après l'article qu'ils font publier dans la revue scientifique Zootaxa pour faire part de leur découverte. Cette espèce est maintenant placée dans le genre Teratohyla et est nommée Teratohyla amelie.
Le film In the Air (2009) fait référence au nain de jardin voyageur du père d'Amélie Poulain.
En 2013, le feuilleton Plus belle la vie s'inspire de l'histoire le temps d'une intrigue estivale, avec le personnage de Mélanie (Laëtitia Milot).
En 2017, le Fabuleux destin d'Amélie Poulain est adapté en comédie musicale au Walter Kerr Theatre à Broadway sous le nom Amélie. A new musical.
En 2017, la chanson de Gauvain Sers intitulée Pourvu, fait référence deux fois au film. Par ailleurs, le clip a été réalisé par Jean-Pierre Jeunet.
En 2018, l'épisode Maman travaille de la série animée Les Simpson s'inspire du film[source secondaire souhaitée] : Lisa tente, après avoir vu le film, d'aider les habitants de Springfield sans qu'ils ne s'en doutent, sa quête suit le même chemin qu'Amélie, avec le même type de voix off.

### Conférences
- Forum des images : Le Fabuleux Destin d'Amélie Poulain de Jean-Pierre Jeunet, analysé par Alexandre Tylsk le 30 mai 2007. Vidéo.